# NGC 1807
NGC 1807 est un amas ouvert ou un groupe d'étoiles situé dans la constellation du Taureau. Il a été découvert par l'astronome britannique John Herschel en 1832.
Selon la classification des amas ouverts de Robert Trumpler, cet amas renferme moins de 50 étoiles (lettre p) dont la concentration est moyenne (II) et dont les magnitudes se répartissent sur un intervalle moyen (le chiffre 2).